# 内藤克俊
内藤 克俊（ないとう かつとし、1895年（明治28年）2月25日 - 1969年（昭和44年）9月27日）は、広島県広島市本川町（後の中区本川町）出身のレスリング選手。柔道家で最終位は七段。1924年パリオリンピックで、日本唯一のメダルを獲得（銅メダル）し、日本レスリングの始祖となる。これが、日本がその後レスリングが「お家芸」と称されるようになる歴史の第一歩となった。

## 経歴

### 広島、台湾での少年期
生後半年で陸軍将校の父を亡くす。陸軍関係の子女が通う広島済美小学校（広島偕行社付属済美学校）入学後に母も急逝、台湾に嫁いだ長姉を頼って海を渡る。寂しがり屋の内藤に、姉は柔道を習わせた。台北一中（のちの建国中学）に進み、柔道に精を出し在台湾中に初段を獲る。打ち込みすぎたためか腎臓を痛め、陸軍士官学校の受験は断念。2浪して健康を回復し、鹿児島高等農林学校（のちの鹿児島大学農学部）に進み、柔道部と相撲部を作った。三年生の夏、京都武徳殿で開催された武道大会で全勝し1918年11月14日付で講道館二段となる。講道館機関誌『柔道』誌上での柔道家石井千秋によると、1919年卒業後、上京し三段をとる。一方、書籍『柔道年鑑』によると1924年10月の段階でも内藤は二段であった。

### 米国留学しレスリングで五輪へ
開拓精神を抱き、1919年単身で渡米、アメリカの東部ニュージャージー州アトランティックシティに落ち着く。1921年、ペンシルベニア州立大学（スポーツ有名校のステートカレッジ：愛称「ペンステート (Penn State) 」）2年生に編入、排日の盛んな地だったが、熱心な姿勢に打たれた大学側が入学を認めたといわれる。農学カレッジとして出発した同学の建学以来、工学部、地球・鉱物科学部等と共に同学の学術活動を引張って来た農学部に入学し、園芸学を専攻した。白人家庭に住み込み、働きながら学ぶ。大学で柔道に似たレスリングを発見、大学5年でレスリング部のキャプテンとなると、全米学生チャンピオンにもなり「タイガー内藤」と異名をとった。排日運動が激しくなったこの時代、日本人がアメリカの大学のスポーツ部のキャプテンに就任したのも、内藤の人望があったからこそといわれるが、在学当時、学長宅に寄宿させてもらっていた事も、これを裏付けている。排日移民法が施行した1924年、米国代表として国際試合に出場する事が不可能となった。親日派で排日移民法に対抗する法案を作っていたペンシルベニア州選出のデービッド・アイケン・リード上院議員が、埴原正直駐米日本大使に「カツトシ・ナイトーという日本人留学生は、東部諸州で知らぬ者がいないほど素晴らしい人物である。彼はレスリングのキャプテンとしても立派に貢献した。彼を今夏のパリ・オリンピックに日本代表として参加させることは、東部諸州のアメリカ人に好意をもって歓迎されるに違いない」などと日本代表として出場させるよう進言。驚いた埴原大使が松井慶四郎外務大臣に報告。これを受け、渡航費を日本政府が負担する形で、大日本体育協会の推薦により、内藤のパリオリンピック派遣が決まった、陸上や競泳などの日本選手団とは別に、1人でアメリカ選手団と一緒にニューヨークからパリの大会会場へ向う。米国社会で日本人移民の増加を封じるための排日移民法制定を望む世論の高まりで、外務省の進言に基づき、日本政府は日米間の摩擦を和らげるべく、留学生内藤を「日本代表選手」として派遣してその懸け橋を担えないかという高度な政治的理由をもって、内藤を日本選手団に加えたともいわれる。
レスリングは近代オリンピック第1回大会から行われていたが、日本では柔道の亜流「裸柔道」「西欧相撲」などと呼ばれ、軽視されていた。このため当時、日本ではレスリングは行われていなかった。欧州滞在中の国士舘柔道の祖・会田彦一が介添え役についたとはいえ、たった一人で未知の舞台に挑むが、パリへ向かう船内の練習で手の指を痛め、思うように動けなかった。グレコローマンスタイルでは8位となる。キャッチ・アズ・キャッチ・キャン・スタイル（フリースタイル、自由形）フェザー級3回戦で、米国の大会では負けたことの無かったロビン・リード（Robin Reed）に判定で敗れた。試合後、リードから「僕がファイトして必ずチャンピオンになり、君が2位、3位になるチャンスをつくる」と声を掛けられた。当時は優勝者に負けた選手が2位、3位を争うルールだった。リードが約束通り金メダルを獲り、メダル獲得のチャンスを得たが、内藤は連日の試合で首と肩を痛め、大会前に左手人さし指を脱臼しており満身創痍。同行の医師グループは欠場を勧めていたが、7月13日のマラソンで出場した金栗四三、三浦弥平、田代菊之助がいずれも途中棄権となり、パリ在住の日本人たちを憤激させていた。それを聞いていた内藤は「そのうえ自分が棄権してしまったら、国家及び邦人の応援に対して申し訳が立たない」と、「この上は死力を尽くして健闘するより他になきことを誓う」と、悲壮な決意で敗者復活戦に出場。内藤は敗者復活戦と3位決定戦に勝ち、日本レスリング初参加で初のメダル(銅メダル)を獲得、歴史的な快挙を達成した。
介添え役だった会田彦一は「余は唯衷心より嬉しさの餘り涙が頬を傳つた…終始正々堂々たる態度は實に日本青年の意氣と體力と人格とを表現するに充分であつた」と書き残した。内藤はレスリングにおける日本の活躍の見通しについて書籍『オリムピツクみやげー第八回巴里大会記念』（大阪毎日新聞社、1924年10月30日）に、「柔道とレスリングの差を充分に研究し、更にグレコローマンスタイルとフリースタイルの区別を十分に研究して柔道家始め多くの人が是を行い、次回アムステルダムの大會にはフルチーム（七人）を出すようにすれば大いに勝算あると思います。殊にフリースタイルは、グレコ・ローマンに比し、日本柔道家には特に適当かと思います。」旨、記し、大日本体育協会のパリ大会報告書の中でレスリング競技の詳細を紹介した上で、排日論が日本への「不理解」から生じたと指摘し、柔道の「世界化」に期待する胸の内を綴った。また「堅忍不抜の稽古振りや従順潔白な彼等の『スポーツマン、スピリット』は大いに吾人の學ぶべき點であらうと信ずる」（原文ママ）などとより幅広い視点からのスポーツ論を展開し、先駆者ならではの見識を見せた。 
この大会、日本選手の参加は陸上・水泳・テニスと内藤のレスリング、全23人で、うち唯一のメダル獲得となり、前回の1920年アントワープオリンピックのテニス・シングルスとダブルスで獲得した銀2個に次ぎ3個目のメダルとなった。日本初の銀メダルは、アントワープの熊谷一弥が第1号で、日本初の銅メダルはこの内藤となる。内藤は広島県人初のオリンピックメダリストであり、また金メダル第1号は4年後、1928年アムステルダムオリンピックの織田幹雄のため、オリンピックでの日本の金メダルと銅メダル獲得第1号は広島出身者となる。
内藤の銅メダルを聞いた柔道、相撲等の格闘種目の関係者は瞠目した。特に講道館では、内藤が柔道三段である事を聞き「柔道三段で銅なら、五段であれば金メダルは確実である」「レスリングは、柔道の亜流である」という考え方が流布し、そのためレスリングは柔道と決別するまでに時間がかかったといわれる。一方、書籍『柔道年鑑』によると1924年10月の段階でも内藤は二段であった。
日本唯一のメダリストは、国内各地で大変な歓迎を受け、大日本体育協会の岸清一会長とともに、各地で行われた帰朝報告会に出席した。帰国後に早稲田大学専門部出身の柔道家・石黒敬七と意気投合、東京都文京区の講道館にて、日本で初めてのレスリング講習会を催す。レスリングは柔道界に新風を巻き起こし、陸軍戸山学校からも指導を委嘱された。しかしこれらの胎動は実を結ぶことなく、母校・鹿児島大学にレスリング部を創設する機会にも恵まれなかった。同年10月の時点で、書籍『柔道年鑑』によると内藤は当時日本の植民地だった台湾嘉義の高砂製糖の社員に。一方、読売新聞によると同年秋、台湾に渡り製糖会社新高製糖に就職。ここでレスリングとの縁を切ってしまう。内藤が講道館に蒔いたレスリングの種は、その後も細かいながらも命脈を保ち、1928年アムステルダムオリンピックには、ライト級の新免伊助が出場したが、レスリングの練習をしたのは大会直前に英国でわずか15日間というにわか仕込みで、一回戦判定負けを喫し、早々と姿を消した。所詮は「裸柔道」という感覚でしかレスリングを捉えていなかったのである。
日本オリンピック委員会 (JOC) 〜日本体育協会の中では毅然と日本スポーツ界創成期のオリンピックメダリストとして栄光の人である。石井千秋は講道館機関誌『柔道』1998年4月号で、この内藤が「日本レスリングの生みの親といわれていた」と述べている。同様に「日本レスリングの始祖」だとする見方もあるが、一方で内藤の偉業が、日本レスリング協会という組織が誕生する8年も前のことであるためで、偉人とはいっても、協会とは関係のない人だと考えている人もいる。日本で、まだレスリングをやってない時代にメダルを獲って、日本でレスリングを普及させることなく、ブラジルに行ってしまったため、日本レスリングの発展には、内藤はほとんど関与していない。日本国内のレスリングは、1929年に早稲田大学柔道部が米国へ遠征し、メンバーの1人であった八田一朗が帰国後の1931年に大学にレスリング部を作ったことを始まりとする。以降、日本レスリングはオリンピックで金メダルを計20個を獲るなど、世界に名を轟かせていった。

### ブラジル柔道の発展に貢献
台湾では現地で知り合った坂上千代子と1926年に結婚し、新高製糖の経営再建に尽力した後、経営権が大日本製糖に移るタイミングで退職、1928年28歳のとき、夫人と長男とともに夢であったブラジルへ移住、表舞台から姿を消し、後の人生をブラジル開拓事業に捧げる。サンパウロ州スザノ市で野菜や果物などを栽培する農業に従事する傍ら、私財をはたいて、スザノの自宅近くに茅葺の柔道場「推開道場」を開き、日系人移民だけでなくブラジル人も指導し、柔道の魅力を伝え、ブラジル柔道指導の先覚者となる。メリケン粉の麻袋を道着にして内藤を慕い、多い時は100人前後の生徒が集まり道場は盛況を極めたという。内藤は柔道指導で生計を立てることはせず、生徒から月謝をとろうとしなかったと言われる。北米大卒で五輪メダリストだと吹聴するなと家族に諭した。ベレンで前田光世に遭遇したこともある。ブラジルで最初に柔道と剣道を纏めた組織であった伯國柔劒道聯盟が発足したのは1933年だったが、内藤が発起人の一人であった事が「伯國柔劒道聯盟趣意書」で分かる。また、同連盟が同年11月に発行した『武徳』という雑誌によるとこの時点で柔道三段であった。第二回伯國柔劒道聯盟武道大会で金光弥一兵衛（起倒流備中派柔術、講道館柔道九段）の町道場出身の柔道家小野安一と対戦。審判の制止を聞かなかった小野に関節技で腕を折られる。増田俊也は内藤が参ったをしたのに腕を折ったので小野はここで失格になったとしている。一方で石井千秋は小野は勝ち進み優勝したとしている。小野は小野柔道館（小野道場）を開設し、のちにブラジル全土に勢力を広げる。同連盟は日米開戦時、当局の命で解散となった。戦後、推開道場は道場対抗戦で二連覇。1948年、推開道場は240畳の白亜の新道場に。1953年、全伯柔道有段者会が発足し、内藤は推されて会長に就く。還暦目前の内藤だったが、柔道衣を着て道場に立ち、各地で行われる大会に審判や指導に出向いた。同年、ブラジル柔道三大派閥大河内派（講道館非公認「全伯講道館有段者会」）、鹿島真楊流柔術から転じ日本国粋主義で売る小川派（小川武道館）、小野派（小野柔道館）らをまとめブラジル柔道が大同団結する仲介役をになうが大河内辰夫がエリオ・グレイシーやプロレスラー、プロボクサーらと興行試合をやっていた小野安一一派とは一緒にやれないと譲らず頓挫。1958年、大河内を会長とする全伯講道館有段者会が講道館から承認され、以降、内藤は目立つ存在ではなくなる。日刊スポーツ運動部に在籍した宮沢正幸記者が「消えた幻のメダリスト」に興味を持ち、取材を重ね、日本レスリング協会に働きかけ、1964年東京オリンピックに日本レスリング協会からの招きで来日した。1969年5月講道館七段を贈られる。同年9月、ブラジルで亡くなる。ブラジルでは、園芸の分野でも成功し、後年、同国産業協会会長に就任した。2024年の日刊スポーツによるとスザノ市内には現在も「カツトシ・ナイトウ通り」があるという。
宮沢記者は1985年に55歳で日刊スポーツを退社した後も、記者として「幻のメダリスト」の生涯を追い続けた。今日知られる内藤氏の逸話の数々には、宮沢記者が発掘し、世に伝えたものが数多い。宮沢は「内藤さんの銅メダルから100年後の2024年パリオリンピックには行きたい」と話し、フランス語も勉強していたといわれるが、その願いは叶わず、2024年パリオリンピックが開催される2024年2月28日に94歳で亡くなった。宮沢の後輩・荻島弘一は、2016年リオデジャネイロオリンピック後、サンパウロ市内に「幻のメダリスト」の内容の四男ラグスを訪ねた。ラグスは「家は貧乏だったけれど、移民のため、スポーツのために休まず働いた。そんな父が誇りです」と笑い、続けて「父を日本に紹介してくれた宮沢さんにも感謝しています」と話したという。
1995年5月5日、日本ペンステート同窓会会長:本田博は、記録に残る最初のペンシルベニア州立大学日本人卒業生でもある内藤克俊の偉業を称え、ブラジルおよび日本から長男内藤克寛夫妻ら親族を迎え、内藤克俊プラーク（plaque）をジョアブ・トーマス学長臨席の元で、同窓会長本田博より同学に献呈した。